# With Feeling
With Feeling — студійний альбом американського джазового вібрафоніста Лема Вінчестера, випущений у 1960 році лейблом Moodsville.

## Опис
Остання сесія вібрафоніста Лема Вінчестера була зроблена всього за три місяці до його трагічної загибелі, яка сталась в разі нещасного випадку, коли він демонстрував трюки зі зброєю. Цей альбом був записаний на дочірньому лейблі Prestige, Moodsville (на якому виходила серія, зосереджена на повільних і мелодичних баладах). Йому акомпанують піаніст Річард Ваєндс, басист Джордж Дювів'є і ударник Рой Гейнс. Серед композицій найбільше виділяються «With a Song In My Heart», «Skylark» і «My Romance».

## Список композицій
1. «Why Don't They Understand» (Джек Фішмен) — 4:31
2. «Butterfly» (Патрісія Бредшоу) — 4:30
3. «With a Song in My Heart» (Лоренц Гарт, Річард Роджерс) — 4:28
4. «But Beautiful» (Джиммі Ван Гейзен, Джонні Берк) — 4:10
5. «Skylark» (Хогі Кармайкл, Джонні Мерсер) — 4:28
6. «To Love and Be Loved» (Джеймс Ван Гейзен) — 3:48
7. «The Kids» (Лем Вінчестер) — 3:59
8. «My Romance» (Лоренц Гарт, Річард Роджерс) — 4:05

## Учасники запису
- Лем Вінчестер — вібрафон
- Річард Ваєндс — фортепіано
- Джордж Дювів'є — контрабас
- Рой Гейнс — ударні

Технічний персонал
- Есмонд Едвардс — продюсер
- Руді Ван Гелдер — інженер
- Джо Голдберг — текст